# Nossa Senhora da Piedade
Nossa Senhora da Piedade es una freguesia portuguesa del municipio de Ourém. Según el censo de 2021, tiene una población de 7250 habitantes.